# Duboka (Leposavić)
Pour les articles homonymes, voir Duboka.
Duboka en serbe latin et Dubokë en albanais (en serbe cyrillique : Дубока) est une localité du Kosovo située dans la commune/municipalité de Leposavić/Leposaviq, district de Mitrovicë/Kosovska Mitrovica. Selon des estimations de 2009 comptabilisées pour le recensement kosovar de 2011, elle compte 2 habitants, tous les deux serbes.

## Géographie
Duboka est située à 19 km à l'ouest de Leposavić/Leposaviq, sur les pentes orientales du mont Rogozna.

## Histoire
Le village est mentionné pour la première fois en 1315, dans une charte du roi serbe Stefan Milutin. En 1926, une nouvelle église, dédiée à la Dormition de la Mère-de-Dieu, a été construite à l'emplacement de l'ancienne. Près de l'église se trouve l'ancien cimetière, où une pierre tombale possède une inscription remontant à 1766.

## Démographie

### Évolution historique de la population dans la localité
| 1948 | 1953 | 1961 | 1971 | 1981 | 1991 | 2009 |
| ---- | ---- | ---- | ---- | ---- | ---- | ---- |
| 68   | 77   | 88   | 84   | 64   | 33   | 2    |

|  |